# Cosmo Motors
Cosmo ist der Handelsname von Cosmopolitan Motors, die in Hatboro, Pennsylvania, USA ansässig war. Cosmopolitan Motors ist nicht identisch mit Cosmopolitan Motors LLC.
Das Unternehmen stellte in Italien von 1972 bis 1982 bzw. in Indien von 1999 bis 2002 verschiedene Motoren, Mopeds und Roller her.
Zunächst war Cosmo in den 1950er Jahren der US-Importeur von Jawa. In den 1960er bis 1980er Jahren war das Unternehmen auch der US-Importeur von Parilla-, Capriolo-, MV-Agusta-, Bimota-, Benelli-, Bianchi-, Montesa-, Garelli- und Beta-Motorrädern.
In den 1990er Jahren war Cosmo der US-Importeur von in Indien hergestellten Kinetic-Mopeds. Cosmo vertrieb auch italienische Motorradteile und -zubehör von Pirelli, Sidi, Dell’Orto, Marzocchi sowie eine eigene Linie von Mopeds und Minirädern.

## Modelle
Hier wird die komplexe Familie der Mopeds der Marke Cosmo, US-Modelle, mit verschiedenen Marken, Modellen und Baujahren gezeigt und erklärt:

### Cosmo Colt, Colt 2, Blazer, Blazer 2 (1977–1980)
Dabei handelte es sich um Mopeds mit Stecktank (Colt) und Durchstieg (Blazer) mit Morini MO-1- bzw. MO-2-Motoren. Das Chassis des Cosmo Colt 1 entsprach dem einer Baretta Magnum. Der Cosmo Blazer ist dasselbe wie ein Malaguti Computer. Das Chassis war das gleiche wie bei einer Baretta 38. Sie wurde alle von Piccoli Motori in Bologna, Italien, hergestellt.

### Cosmo Colt 3, Colt 3A, Colt 4, Colt 4B (1981–1982)
Dabei handelte es sich um Mopeds mit Rohrrahmen und Stecktank und Morini M-1- oder M-101-Motoren. Die Cosmo Colt 3 von 1980 ist die gleiche wie ein Malaguti Pilot von 1978. Sie wurden von Malaguti in San Lazzaro di Savena, Italien, hergestellt.

### Cosmo Colt 5 (1981–1982)
Es handelte sich um ein Moped mit Stecktank und Sachs 505-Motor mit Öleinspritzung. Das Chassis des Cosmo Colt 5 entspricht dem einer Baretta Magnum. Sie wurden von Piccoli Motori in Bologna, Italien, hergestellt.

### Cosmo Amico Roller (1980–1983)
Dabei handelte es sich um ein Tretroller-ähnliches Tretmoped mit einem Minarelli-V1-Motor. Es hatte kleine Reifen und eine vollständig geschlossene Karosserie wie ein Roller. Bis auf die Beleuchtung war er derselbe wie der Testi Amigo aus den 1970er-Jahren (Euro-Modell).

### Cosmo Stinger (1999–2002)
Dies war ein Top-Tank-Moped mit einem Garelli-Remake-Motor, hergestellt in Indien von Monto Motors. Der Cosmo Stinger ist dieselbe wie die Avanti Supersport. Beide Mopeds waren mit einem Garelli 2-Gang-Remake-Motor ausgestattet.